# 福山町 (鹿児島市)
福山町（ふくやまちょう）は、鹿児島県鹿児島市の町。旧薩摩国日置郡伊集院郷福山村、日置郡上伊集院村大字福山、日置郡松元町大字福山。郵便番号は899-2702。人口は723人、世帯数は319世帯（2020年4月1日現在）。

## 地理
鹿児島市の西部に位置しており、福山川上流域から中流域に位置している。南方には石谷町及び日置市伊集院町土橋、南方には上谷口町、西部に日置市伊集院町下谷口、伊集院町清藤、東部に松陽台町がそれぞれ接している。
平地が少なく丘陵地帯となっており、西に流れる福山川に沿って水田が開ける。町域の中央には南九州西回り自動車道の鹿児島道路が通っており、南端には鹿児島本線が通っている。東端には鹿児島県立松陽高等学校が所在する。
町域内の自治公民館は福山川に沿って、福山上、福山中、福山下の3つの自治公民館で構成される。

### 河川
- 福山川

## 歴史

### 福山の成立と中世
福山という地名は鎌倉時代より見え、薩摩国伊集院のうちであった。正中2年（1325年）の山田道慶譲状には「田地分 壱町 大道田・柳田・山下田・こは田同院福山村内」とありこのころより見える。文永6年（1269年）の所領譲状案などに見えるように紀氏がその後開発を進め、鎌倉時代の中期には島津氏がこれに参画したとされており、その結果石谷村（現在の石谷町）と福山村が形成された。建武4年（1337年）には山田氏が拠点を構え、石谷村や福山村に田地を所有していた。
福山は石谷と共に南北朝時代には伊集院氏の支配下にあったとされている。宝徳2年（1450年）に伊集院氏は没落し島津氏の直轄領となった。福山村の北部には大内田村という村があったが、福山村に編入されたとされる。天文6年（1537年）2月の島津実久と島津忠良（日新斎）・島津貴久親子の間で勃発した伊集院争奪戦では、福山に築かれた実久方の福山塁が忠良・貴久親子の攻撃によって落とされ、忠良・貴久親子が伊集院を制圧した。文禄5年（1598年）には文禄・慶長の役の褒賞として伊集院の福山村と中川村（現在の日置市伊集院町中川）の700石余が宮之城島津家の島津忠長に対して与えられた。

### 近世の福山
江戸時代には薩摩国日置郡伊集院郷（外城）のうちであった。村高は「郡村高辻帳」及び「天保郷帳」では939石余、「三州御治世要覧」では560石余、「旧高旧領取調帳」では538石余であった。伊集院郷は概ね島津氏の直轄領が多かったが、福山村は文禄5年（1598年）以降宮之城島津家の領地であった。明治時代初期には宮之城島津家の家来であった郷士が16戸居住していた。
村内には福山上、福山中、福山下の3つの字に分かれており、現在でも自治公民館に踏襲されている。1886年（明治19年）4月には福山村瀬戸出口に善福簡易小学校が設置された。善福簡易小学校は1892年（明治25年）に上谷口へ移転し、現在は鹿児島市立松元小学校となっている。

### 町村制施行以降
1889年（明治22年）に町村制が施行されたのに伴い、伊集院郷の南部にあたる上谷口村、石谷村、春山村、福山村、直木村、入佐村の区域より日置郡上伊集院村が成立した。それまでの福山村は上伊集院村の大字「福山」となった。
1960年（昭和35年）4月1日には上伊集院村が改称し松元村となり、同時に松元村が町制施行し松元町となった。1983年（昭和58年）には福山に鹿児島県立松陽高等学校が設置された。
2003年（平成15年）7月4日には、大字福山（字鎌ヶ迫、字三反田、字袋ヶ谷、字北ヶ迫、字野中田、字山ノ口）、大字石谷、大字上谷口の各一部にあたるガーデンヒルズ松陽台の区域より大字松陽台（現在の松陽台町）が新たに設置された。
2004年（平成16年）11月1日に松元町が日置郡郡山町、鹿児島郡吉田町、桜島町、揖宿郡喜入町と共に鹿児島市に編入された。合併に際して設置された法定合併協議会である鹿児島地区合併協議会における協議によって、松元町の区域の大字については「字の区域を廃止し、当該廃止された字の区域に相当する区域により新たに町の区域を設定し、その名称については表示案に基づき、各町の意向を尊重し合併までに調整するものとする」と協定された。
前述の協定に基づいて、合併前の10月26日に鹿児島県の告示である「 町の区域の設定及び字の廃止」が鹿児島県公報に掲載された。この告示の規定に基づき、それまでの大字福山は廃止され、大字福山の全域を以て新たに鹿児島市の町「福山町」が設置された。

### 字域の変遷
| 実施後                   | 実施年             | 実施前                   |
| ------------------------ | ------------------ | ------------------------ |
| 松元町大字松陽台（新設） | 2003年（平成15年） | 松元町大字福山（一部）   |
| 松元町大字松陽台（新設） | 2003年（平成15年） | 松元町大字石谷（一部）   |
| 松元町大字松陽台（新設） | 2003年（平成15年） | 松元町大字上谷口（一部） |

## 人口
以下の表は国勢調査による小地域集計が開始された1995年以降の人口の推移である。
| 年                 | 人口 |
| ------------------ | ---- |
| 1995年（平成7年）  | 735  |
| 2000年（平成12年） | 786  |
| 2005年（平成17年） | 787  |
| 2010年（平成22年） | 726  |
| 2015年（平成27年） | 699  |

## 施設

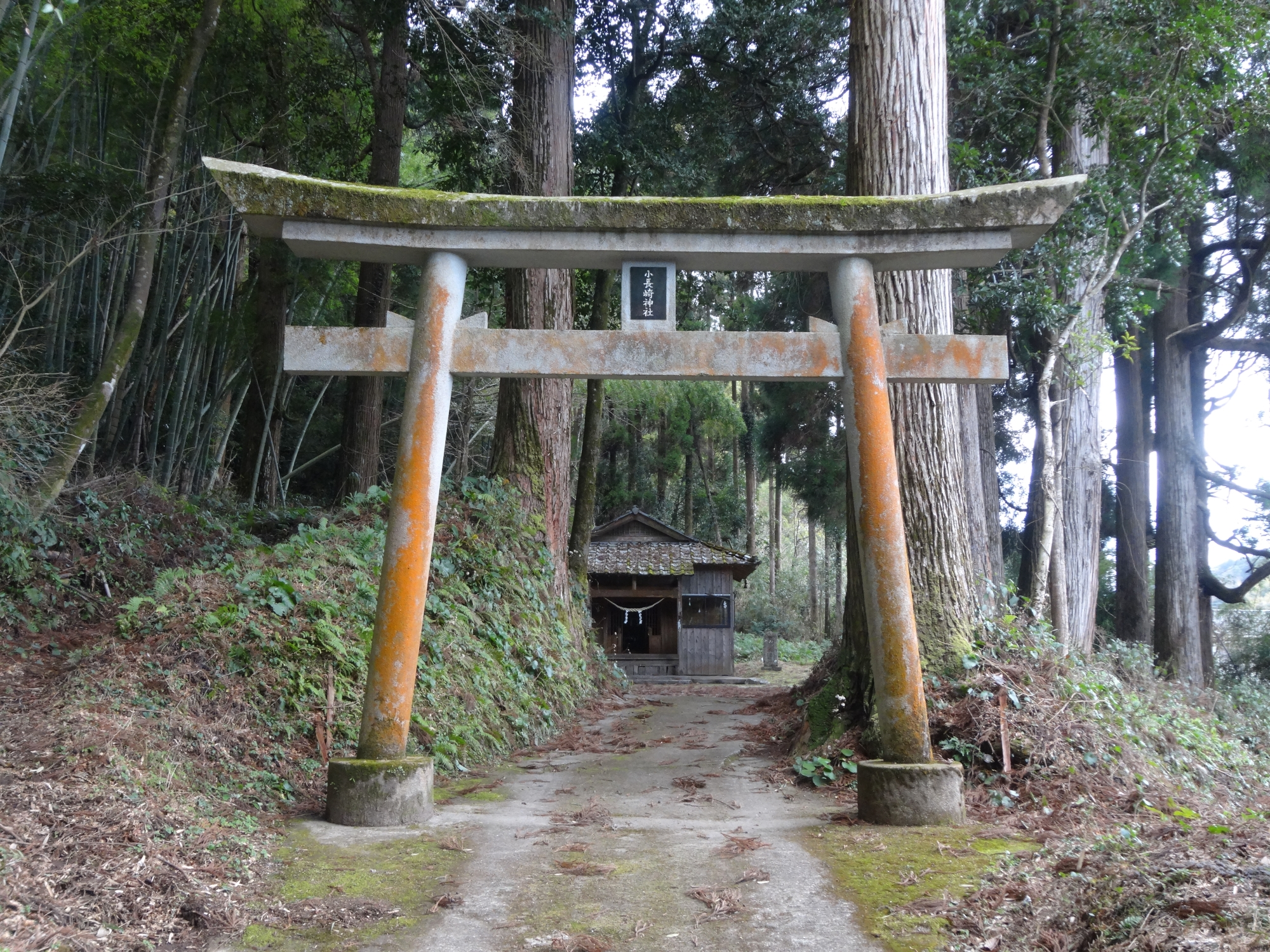
小長崎神社

### 教育
- 鹿児島県立松陽高等学校[29]

### 寺社
- 小長崎神社[30]
- 善福寺（浄土真宗本願寺派）[31]

## 小・中学校の学区
市立小・中学校に通う場合、学区（校区）は以下の通りとなる。
| 町丁   | 番地 | 小学校               | 中学校               |
| ------ | ---- | -------------------- | -------------------- |
| 福山町 | 全域 | 鹿児島市立松元小学校 | 鹿児島市立松元中学校 |

## 交通

### 道路
国道や県道は通らないが、南九州西回り自動車道が通過する。

### バス
- 鹿児島市コミュニティバス（あいばす）[33]
  - （月・水・金運行）迫田 - 田出橋 - 小長崎神社前 - 福山中
  - （火・木・土運行）中園 - 小長崎神社前 - 福山中 - 福山橋 - 福山下